# 脱落合察兒
脱落合察儿（？—1287年），蒙古克烈部土别干氏，元朝将领。肖乃台的孙子，兀鲁台的儿子。
脱落合察儿袭父职，跟随参政阿剌罕攻打南宋独松关有功，升为宣武将军。后管领侍卫军。至元十八年（1281年），升怀远大将军。至元二十年（1283年），受江西行省之命讨平武宁（今江西省武宁县）董琦领导的农民起义，换虎符，授江州万户府达鲁花赤。至元二十四年（1287年），移镇潮州，张文惠、罗半天等在江西反元，奉行枢密院檄命前去讨伐，领兵斩杀罗大老、李尊长等人，获其伪银印三。在军中去世。